# Aidia zippeliana
Aidia zippeliana là một loài thực vật có hoa trong họ Thiến thảo. Loài này được (Scheff.) Ridsdale mô tả khoa học đầu tiên năm 1996.